# ロベルタ (小惑星)
ロベルタ (335 Roberta) は小惑星帯にある大きな小惑星である。F型小惑星に分類される。
1892年9月1日にアントン・シュタウスによってドイツのハイデルベルクで発見された。彼が発見した唯一の小惑星である。ドイツの昆虫学者ロベルト・フォン・デア・オステン＝ザッケンにちなんで命名された。